# Amy LePeilbet
Amy LePeilbet (Spokane, 12 marzo 1982) è un'ex calciatrice statunitense, di ruolo difensore.
Durante la ultradecennale carriera ha disputato numerosi incontri di calcio professionistico di club, concludendola con il FC Kansas City nella National Women's Soccer League, e nella nazionale statunitense, con cui ha conquistato la medaglia d'oro olimpica alle Olimpiadi di Londra 2012 e ha disputato la finale, perdendola, al campionato mondiale di Germania 2011.

## Gli esordi
Amy LePeilbet ha frequentato la Prairie Ridge High School di Crystal Lake, nell'Illinois, dove affianca al percorso di studio quello sportivo, giocando per quattro anni nella squadra di calcio femminile e tre in quella di  pallacanestro. In quel periodo è stata capitano delle squadre di calcio e basket, selezionata per la All-Fox Valley Conference del 1997-2000 e nominata migliore giocatrice nel 1999 e nel 2000. Detiene il record della scuola per reti realizzate (53) e assist (37) nel calcio.
Mike O'Brien, allenatore di Prairie Ridge ha detto di lei: "Era molto versatile, anche al secondo anno (...) una grande giocatrice di squadra, ma direi che lo è ancora di più adesso. È una giocatrice altruista che passa la palla in tutte le direzioni."
Nel 2000, è stata nominata miglior giocatrice dell'anno del Northwest Herald e le è stato assegnato il John Mackie Senior Athlete of the Year. Nello stesso anno, è stata insignita dei premi Fox Valley Scholar-Athlete e United States Marine Corps Athlete.

## Carriera

### Calcio universitario
LePeilbet prosegue il percorso scolastico iscrivendosi all'Università statale dell'Arizona (Arizona State University - ASU), dove ottiene la laurea Magna Cum Laude in sociologia. Anche in questo caso affianca gli studi alla passione per il calcio, giocando nella squadra femminile degli Arizona State Sun Devils tra il 2000 e il 2003, venendo inoltre inserita per tre volte nelle selezioni First-Team All-Pac-10 (2001-2003) e due nelle All-American.
Durante il suo primo anno, LePeilbet è incorsa in un incidente di gioco a metà stagione in cui si fratturò il naso, tuttavia ha continuato a giocare. Nel ruolo di difensore, è andata a segno siglando una rete contro le avversarie del Eastern Michigan ricevendo inoltre un assist.
L'anno seguente è stata considerata il miglior difensore della squadra, fornendo durante la stagione un assist contro il Mississippi. È stata nominata per la Verizon Academic All-American, era un Maroon e Gold Scholar-Athlete, ed è stata nominata per essere convocata nella squadra iscritta al Traditional Bank All-Tournament.
Nel 2002, il terzo anno (junior year), LePeilbet era considerata come uno dei principali motivi una delle ragioni principali per cui la squadra ha legato il record scolastico con cinque straight shoot-out. Ha ricevuto una menzione d'onore All-American dal Soccer Buzz, guadagnando ha guadagnato il plauso della seconda squadra All-West Region NSCAA ed è stato nominato per la seconda squadra del Soccer Buzz della All-West Region. LePeilbet ha ricevuto il premio All-Pac-10 First Team per il secondo anno consecutivo. È stata irst-team Pac-10 All-Academic, Academic All-American and all-region selection. Durante la stagione ha segnato due gol ricevendo l'assist per la rete che ha permesso la vittoria sulle avversarie del Northern Arizona.
Durante il suo ultimo anno LePeilbet è stata una tra le principali artefici nel contribuire a far raggiungere alle Sun Devils il secondo round dei campionati NCAA, la seconda consecutiva e la terza partecipazione alle fasi finali della squadra in quei ultimi quattro anni. Ha contribuito a far terminare la propria squadra con un record 13–5–3 e il quattordicesimo posto finale a livello nazionale. Come migliore difensore dell'Arizona, LePeilbet ha anche segnato tre reti, incluse due decisive per la vittoria, pur giocando nel reparto difensivo che ha permesso una media di 1,05 reti a partita calciando otto shoot-out.
LePeilbet è entrata titolare in tutti gli incontri con l'Arizona State, giocando complessivamente 74 incontri, inoltre per due volte ricevette il riconoscimento Academic All-American.

### Nazionale

#### Nazionali giovanili
LePeilbet fu una delle calciatrici della nazionale statunitense Under-21 dal 2002 al 2003, con la quale vinse la Nordic Cup nel 2002 e 2003.

#### Nazionale maggiore
L'esordio in nazionale maggiore avvenne nel 2004 contro Nazionale di calcio femminile della Svezia.

## Palmarès

### Club
- National Women's Soccer League: 2

Kansas City: 2014, 2015

### Nazionale
- Oro olimpico: 1

Londra 2012
- Algarve Cup: 2

2010, 2011
- Torneo Quattro Nazioni: 1

2011

### Individuali
- Difensore WPS dell'anno: 1

2009